# Ментухотеп V
Ментухотеп V (Севаджаре Ментухотеп) — фараон XIII династии правивший на протяжении около трёх лет, во время Второго переходного периода.
Египтологи Ким Рихолт и Даррелл Бейкер считают, что он был пятидесятым или сорок девятым фараоном XIII династии.

## Биография
Про Севаджаре Ментухотепа мало известно. Знаем, что фараон правил недолгое время, исходя из малого количества памятников времён Ментухотепа V. Вероятно, Севаджаре правил три года (с 1662 до н. э. по 1659 до н.э) или 13 лет (с 1662 до н. э. по 1649 до н.э), поскольку сведения о личности и о его биографии крайне скудны. Был ли Ментухотеп V чьим либо отцом, неизвестно, но есть версия, что Херунефер является сыном Севаджаре.